# Dendrobium fusciflorum
Dendrobium fusciflorum är en orkidéart som beskrevs av Paul Ormerod. Dendrobium fusciflorum ingår i släktet Dendrobium, och familjen orkidéer. Inga underarter finns listade i Catalogue of Life.